# Gentão (federado)
Gentão (em latim: Gento) foi um oficial bizantino de origem ostrogótica do século V, que esteve ativo durante o reinado do imperador Zenão (r. 474–475; 476–491). Era casado com uma bizantina da província do Epiro Novo e homem de influência na região. Segundo o historiador Malco, em 479 estava em Licnido com Sabiniano quando recebeu ordens para prosseguir na guerra contra Teodorico, o Grande (r. 474–526).

## Etimologia
Gentão é um nome de origem vândala. Foi registrado em latim como Gento e em grego como Genton (Γέντων), Genzon (Γένζων) ou Gentzon (Γέντζων).